# Grand Prix USA 2013
Grand Prix USA 2013 (oficiálně 2013 Formula 1 United States Grand Prix) se jela na okruhu Circuit of the Americas v Austinu v Texasu ve Spojených státech amerických dne 17. listopadu 2013. Závod byl osmnáctým v pořadí v sezóně 2013 šampionátu Formule 1.

## Před závodem

### Piloti a týmy
Týden před závodem oznámil Kimi Räikkönen, že z důvodu přetrvávajících bolestí zad ze závodu v Singapuru bude muset podstoupit chirurgickou operaci. V závodní sedačce Lotusu ho původně měl nahradit Ital Davide Valsecchi, pro kterého by to byl první závod, do té chvíle se ve Formuli 1 svezl jen pátečním tréninku a testovacích jízdách. Lotus ale současně jednal i s dalšími jezdci, například Nicem Hülkenbergem, Heikkim Kovalainenem nebo Michaelem Schumacherem. Ve čtvrtek dopoledne před závodem byl nejpravděpodobnější variantou Kovalainen, jehož jméno bylo tentýž den odpoledne oficiálně potvrzeno.
Na stejný zdravotní problém si stěžoval i pilot Ferrari Fernando Alonso, ten se však závodu zúčastní.
Prohlídka Mercedesu Lewise Hamiltona odhalila drobné praskliny v šasi, Hamilton tak pro víkend v Austinu dostal nové.

### Pneumatiky
Pro Grand Prix USA přivezlo Pirelli stejně jako předchozí rok tvrdou a středně tvrdou směs (oranžová a bílá).

### Tréninky
Jenson Button obdržel penalizaci tří míst na startu za předjíždění pod červenými vlajkami.
V první pátečním tréninku zvítězil Fernando Alonso za Ferrari, odpoledne se do čela dostaly oba Red Bully, když nejlepší čas zajel Sebastian Vettel a hned za ním skončil Mark Webber. Stejného výsledku oba piloti dosáhli i v posledním, třetím tréninku.

## Kvalifikace
| Poř.                       | No. | Jezdec              | Konstruktér          | Časy v kvalifikaci | Časy v kvalifikaci | Časy v kvalifikaci | Pořadí na startu |
| Poř.                       | No. | Jezdec              | Konstruktér          | Q1                 | Q2                 | Q3                 | Pořadí na startu |
| -------------------------- | --- | ------------------- | -------------------- | ------------------ | ------------------ | ------------------ | ---------------- |
| 1                          | 1   | Sebastian Vettel    | Red Bull-Renault     | 1:38.516           | 1:37.065           | 1:36.338           | 1                |
| 2                          | 2   | Mark Webber         | Red Bull-Renault     | 1:38.161           | 1:37.312           | 1:36.441           | 2                |
| 3                          | 8   | Romain Grosjean     | Lotus-Renault        | 1:38.676           | 1:37.523           | 1:37.155           | 3                |
| 4                          | 11  | Nico Hülkenberg     | Sauber-Ferrari       | 1:38.339           | 1:37.828           | 1:37.296           | 4                |
| 5                          | 10  | Lewis Hamilton      | Mercedes             | 1:37.959           | 1:37.854           | 1:37.345           | 5                |
| 6                          | 3   | Fernando Alonso     | Ferrari              | 1:38.929           | 1:37.368           | 1:37.376           | 6                |
| 7                          | 6   | Sergio Pérez        | McLaren-Mercedes     | 1:38.367           | 1:38.040           | 1:37.452           | 7                |
| 8                          | 7   | Heikki Kovalainen   | Lotus-Renault        | 1:38.375           | 1:38.078           | 1:37.715           | 8                |
| 9                          | 17  | Valtteri Bottas     | Williams-Renault     | 1:37.821           | 1:37.439           | 1:37.836           | 9                |
| 10                         | 12  | Esteban Gutiérrez   | Sauber-Ferrari       | 1:38.082           | 1:38.031           | 1:38.034           | 20               |
| 11                         | 19  | Daniel Ricciardo    | Toro Rosso-Ferrari   | 1:38.882           | 1:38.131           |                    | 10               |
| 12                         | 14  | Paul di Resta       | Force India-Mercedes | 1:38.894           | 1:38.139           |                    | 11               |
| 13                         | 5   | Jenson Button       | McLaren-Mercedes     | 1:38.588           | 1:38.217           |                    | 15               |
| 14                         | 9   | Nico Rosberg        | Mercedes             | 1:38.743           | 1:38.364           |                    | 12               |
| 15                         | 4   | Felipe Massa        | Ferrari              | 1:39.094           | 1:38.592           |                    | 13               |
| 16                         | 18  | Jean-Éric Vergne    | Toro Rosso-Ferrari   | 1:38.880           | 1:41.696           |                    | 14               |
| 17                         | 15  | Adrian Sutil        | Force India-Mercedes | 1:39.250           |                    |                    | 16               |
| 18                         | 16  | Pastor Maldonado    | Williams-Renault     | 1:39.351           |                    |                    | 17               |
| 19                         | 21  | Giedo van der Garde | Caterham-Renault     | 1:40.491           |                    |                    | 18               |
| 20                         | 22  | Jules Bianchi       | Marussia-Cosworth    | 1:40.528           |                    |                    | 19               |
| 21                         | 20  | Charles Pic         | Caterham-Renault     | 1:40.596           |                    |                    | 22               |
| 22                         | 23  | Max Chilton         | Marussia-Cosworth    | 1:41.401           |                    |                    | 21               |
| 107% času vítěze: 1:44.668 |     |                     |                      |                    |                    |                    |                  |
| Zdroj:                     |     |                     |                      |                    |                    |                    |                  |

Poznámky
1. ↑  Esteban Gutiérrez obdržel trest posunu o 10 míst vzad za blokování Pastora Maldonada během kvalifikace.
2. ↑  Jenson Button obdržel trest posunu o 3 místa vzad za předjíždění během červené vlajky v tréninku.
3. ↑  Charles Pic obdržel trest posunu o 5 míst vzad za neplánovanou výměnu převodovky.

## Závod

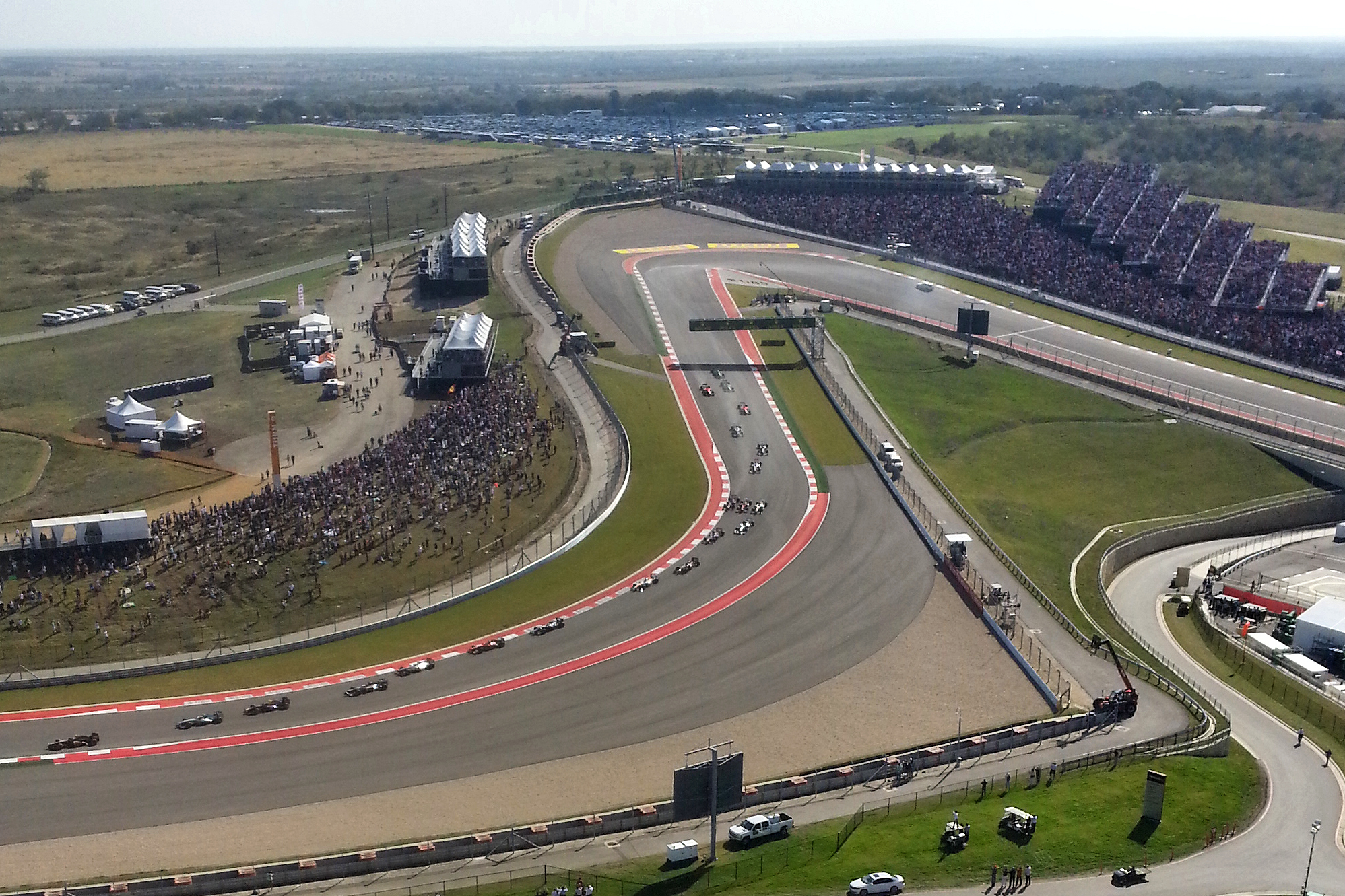
Startovní pole Grand Prix USA 2013 ve druhé zatáčce Circuit of the Americas

| Poř.   | No. | Jezdec              | Konstruktér          | Počet kol | Čas/Odstoupení | Pořadí na startu | Body |
| ------ | --- | ------------------- | -------------------- | --------- | -------------- | ---------------- | ---- |
| 1      | 1   | Sebastian Vettel    | Red Bull-Renault     | 56        | 1:39:17.148    | 1                | 25   |
| 2      | 8   | Romain Grosjean     | Lotus-Renault        | 56        | + 6.284        | 3                | 18   |
| 3      | 2   | Mark Webber         | Red Bull-Renault     | 56        | + 8.396        | 2                | 15   |
| 4      | 10  | Lewis Hamilton      | Mercedes             | 56        | + 27.358       | 5                | 12   |
| 5      | 3   | Fernando Alonso     | Ferrari              | 56        | + 29.592       | 6                | 10   |
| 6      | 11  | Nico Hülkenberg     | Sauber-Ferrari       | 56        | + 30.400       | 4                | 8    |
| 7      | 6   | Sergio Pérez        | McLaren-Mercedes     | 56        | + 46.692       | 7                | 6    |
| 8      | 17  | Valtteri Bottas     | Williams-Renault     | 56        | + 54.509       | 9                | 4    |
| 9      | 9   | Nico Rosberg        | Mercedes             | 56        | + 59.141       | 12               | 2    |
| 10     | 5   | Jenson Button       | McLaren-Mercedes     | 56        | + 1:17.278     | 15               | 1    |
| 11     | 19  | Daniel Ricciardo    | Toro Rosso-Ferrari   | 56        | + 1:21.004     | 10               |      |
| 12     | 4   | Felipe Massa        | Ferrari              | 56        | + 1:26.914     | 13               |      |
| 13     | 12  | Esteban Gutiérrez   | Sauber-Ferrari       | 56        | + 1:31.707     | 20               |      |
| 14     | 7   | Heikki Kovalainen   | Lotus-Renault        | 56        | + 1:35.063     | 8                |      |
| 15     | 14  | Paul di Resta       | Force India-Mercedes | 56        | + 1:36.853     | 11               |      |
| 16     | 18  | Jean-Éric Vergne    | Toro Rosso-Ferrari   | 56        | + 1:44.574     | 14               |      |
| 17     | 16  | Pastor Maldonado    | Williams-Renault     | 55        | + 1 kolo       | 17               |      |
| 18     | 22  | Jules Bianchi       | Marussia-Cosworth    | 55        | + 1 kolo       | 19               |      |
| 19     | 21  | Giedo van der Garde | Caterham-Renault     | 55        | + 1 kolo       | 18               |      |
| 20     | 20  | Charles Pic         | Caterham-Renault     | 55        | + 1 kolo       | 22               |      |
| 21     | 23  | Max Chilton         | Marussia-Cosworth    | 54        | + 2 kola       | 21               |      |
| Ret    | 15  | Adrian Sutil        | Force India-Mercedes | 0         | Kolize         | 16               |      |
| Zdroj: |     |                     |                      |           |                |                  |      |

Poznámky
1. ↑  Jean-Éric Vergne obdržel trest přičtení 20 sekund k času v cíli za zavinění kolize s Estebanem Gutiérrezem.

## Průběžné pořadí po závodě
- Tučně jsou vyznačeni jezdci a týmy se šancí získat titul v Poháru jezdců nebo konstruktérů.

Pohár jezdců
|   | Pořadí | Jezdec           | Body |
| - | ------ | ---------------- | ---- |
|   | 1      | Sebastian Vettel | 372  |
|   | 2      | Fernando Alonso  | 227  |
| 1 | 3      | Lewis Hamilton   | 187  |
| 1 | 4      | Kimi Räikkönen   | 183  |
|   | 5      | Mark Webber      | 181  |

Pohár konstruktérů
|  | Pořadí | Konstruktér      | Body |
|  | ------ | ---------------- | ---- |
|  | 1      | Red Bull-Renault | 553  |
|  | 2      | Mercedes         | 348  |
|  | 3      | Ferrari          | 333  |
|  | 4      | Lotus-Renault    | 315  |
|  | 5      | McLaren-Mercedes | 102  |